# Suriyon Aroonwattanakul
Suriyont Aroonwattanakul (tiếng Thái: สุริยนต์ อรุณวัฒนกูล, phiên âm: Su-ri-don A-run-vát-tha-na-cun, sinh ngày 26 tháng 08 năm 1982) còn có nghệ danh là Deaw (เดี่ยว) là một diễn viên và người mẫu người Thái Lan trực thuộc Channel 3 (CH3).

## Phim tham gia

### Phim truyền hình
| Năm  | Phim                                                                             | Vai                                      | Đóng với                                          | Đài |
| ---- | -------------------------------------------------------------------------------- | ---------------------------------------- | ------------------------------------------------- | --- |
| 2004 | Nai Ruen Jai                                                                     | Ruampon                                  |                                                   | CH7 |
| 2006 | Jan Aey Jun Jao                                                                  | แห้ว                                      |                                                   | CH3 |
| 2006 | Muen Rao Ja Rak Kun Mai Dai                                                      | Dr. Kasit                                |                                                   | CH7 |
| 2007 | Klin Kaew Klang Jai                                                              | Dome                                     |                                                   | CH3 |
| 2007 | Prik Wan Namtarn Pet                                                             | สุรทิน                                     |                                                   | ITV |
| 2009 | Yok Lai Mek Đá quý vân mây                                                       | Kang Jin                                 | Mayurin Pongpudpunth                              | CH3 |
| 2009 | Flat people (sitcoms)                                                            | (khách mời)                              |                                                   | CH3 |
| 2011 | Pla Lhai Paai Daeng Phong cách đàn ông                                           | Panjapol                                 | Wiragarn Seneetunti                               | CH3 |
| 2011 | Loma Klah Tah Fun                                                                | Kenji                                    |                                                   | CH9 |
| 2011 | Sarm Noon Nuer Tong Ba chàng trai vàng                                           | Pran                                     |                                                   | CH3 |
| 2012 | Rak Prakasit Tiếng gọi tình yêu                                                  | Phisut                                   |                                                   | CH3 |
| 2012 | Rak Kerd Nai Talad Sode Mối tình chợ phiên                                       | Chai                                     | Wiragarn Seneetunti                               | CH3 |
| 2013 | Rang Pratana Tình yêu mong muốn                                                  | Yai                                      | Primrata Dejudom                                  | CH3 |
| 2013 | Khun Chai Taratorn Chuyện tình chàng khảo cổ                                     | Chinnakorn (Series Quý ông nhà Jutathep) | Natwara Wongwasana                                | CH3 |
| 2013 | Khun Chai Puttipat Bác sĩ Puttipat                                               | Chinnakorn (Series Quý ông nhà Jutathep) | Natwara Wongwasana                                | CH3 |
| 2013 | Majurat See Nam Pueng Tử thần ngọt ngào                                          | Officer / Liutenant Waraat               |                                                   | CH3 |
| 2013 | Dao Rueng Vùng quê lạc sóng                                                      | Preuk                                    | Pitta Na Pattalung                                | CH3 |
| 2013 | Madam Dun Quý bà lăng xê                                                         | Aat / At                                 | Esther Supreeleela                                | CH3 |
| 2014 | The Rising Sun: Roy Ruk Hak Liam Tawan Ánh dương tình yêu 1: Tình cuối chân trời | Sato Kenichi                             | Napapa Thantrakul                                 | CH3 |
| 2015 | Lom Sorn Ruk Ngọn gió tình yêu                                                   | Thana                                    | Rujira Chuaykua                                   | CH3 |
| 2015 | Mafia Luerd Mungkorn: Krating Series Thời đại anh hùng: Bò tót                   | Chieng                                   | Manasnan Panlertwongskul                          | CH3 |
| 2015 | Phu Khong Yod Rak Đại úy! Tình yêu của anh!                                      | Sutisan                                  | Maneerat Kumoun                                   | CH3 |
| 2015 | Nang Sao Thong Sroi                                                              | Thongproay Pongdecha                     | Rangsikarn Rojcheewin                             | CH3 |
| 2015 | Fai Lang Fai Ngọn lửa tình yêu                                                   | Dechadun / "Dan"                         | Natwara Wongwasana                                | CH3 |
| 2016 | Raeng Tawan Mộng uyên ương                                                       | Nat                                      | Pitta Na Pattalung                                | CH3 |
| 2016 | Dao Lhong Fah Phupaa See Ngern                                                   | Rajit                                    |                                                   | CH3 |
| 2017 | Rak Kan Panlawan Vườn thú tình yêu                                               | Suphanut                                 | Cheranut Yusanonda                                | CH3 |
| 2018 | Kai Mook Mungkorn Fai                                                            | Dong Lang                                |                                                   | CH3 |
| 2018 | Nueng Dao Fah Diew Một mảnh đất, một bầu trời                                    | Phraya Kamhaeng / Aokya Wang             | Anuthida Imsab                                    | CH3 |
| 2018 | My Hero Series: Under the Bird’s Wings Dưới khoảng trời kia                      | Saran                                    |                                                   | CH3 |
| 2019 | Nee Ruk Nai Krong Fai Nợ tình trong lồng lửa                                     | Chakrit Mahakamin / Reeves               | Theeradej Methawarayuth & Patricia Tanchanok Good | CH3 |
| 2019 | My Love From Another Star Vì sao đưa anh tới (phiên bản Thái Lan)                | Mek                                      |                                                   | CH3 |
| 2020 | Fah Fak Ruk Bầu trời tình yêu                                                    | Natee                                    | Primrata Dejudom                                  | CH3 |
| 2020 | My Baep Nee Mai Mee Joo May mắn của tôi                                          | Garn                                     | Michelle Behrmann & Jacqueline Muench             | CH3 |
| 2020 | Trab Fah Mee Tawan Miễn bầu trời còn có mặt trời                                 | Max                                      | Prin Suparat & Supassara Thanachart               | CH3 |
| 2021 | Piphob Himmaparn Vùng đất huyền bí                                               | Thep Norasing                            |                                                   | CH3 |
| 2021 | Help Me.. Khun Pee Chuay Duay Cứu tôi! Ôi ma ơi                                  | Yomathut                                 |                                                   | CH3 |
| 2022 | Sarn Sanaeha Lan tỏa tình yêu                                                    | Kasom                                    | Chanoksuda Raksanaves                             | CH3 |
| 2022 | Mommy Tee Ruk                                                                    | Poramet                                  | Rhatha Phongam                                    | CH3 |
| 2022 | Ratee Luang Sắc tình dụ hoặc                                                     | Sahathep                                 |                                                   | CH3 |
|      | Kroa Ruk                                                                         |                                          |                                                   | CH3 |